# Hesdey Suart
Hesdey Suart (ur. 30 stycznia 1986 w Capelle aan den IJssel) – holenderski piłkarz występujący na pozycji obrońcy.

## Życiorys
Przygodę z piłką nożną Suart rozpoczynał w juniorskiej drużynie Feyenoordu. Trafił stamtąd do SBV Vitesse, również występującego w Eredivisie, gdzie początkowo występował w drużynie młodzieżowej. Następnie został włączony do kadry seniorskiej, jednak grał tylko w rezerwach. Z Arnhem przeszedł do drugoligowego Helmond Sport na zasadzie wypożyczenia (sezon 2006/2007). Klub zdecydował się wykupić piłkarza, który reprezentował barwy zespołu także w dwóch kolejnych rozgrywkach. W sezonie 2009/2010 przeniósł się do AGOVV Apeldoorn.
24 lipca 2010 roku, podczas towarzyskiego meczu z przebywającą na zgrupowaniu w Holandii Cracovią, został dostrzeżony przez Tomasza Rząsę i rozpoczęto starania o sprowadzenie Suarta do Krakowa. Polski klub wykupił zawodnika za 150 tys. €, a Holender parafował 3-letni kontrakt 25 sierpnia tego roku. W ciągu dwóch sezonów rozegrał 33 spotkania w Ekstraklasie. Jesienią 2012 roku powrócił do ojczyzny, zostając zawodnikiem amatorskiego FC Presikhaaf Arnhem.

## Kariera
Stan na koniec sezonu 2011/2012
| Sezon   | Klub                 | Państwo  | Liga           | Mecze | Gole |
| ------- | -------------------- | -------- | -------------- | ----- | ---- |
| 2005/06 | SBV Vitesse          | Holandia | Eredivisie     | 0     | 0    |
| 2006/07 | SBV Vitesse          | Holandia | Eredivisie     | 0     | 0    |
| 2006/07 | Helmond Sport        | Holandia | Eerste divisie | 15    | 1    |
| 2007/08 | Helmond Sport        | Holandia | Eerste divisie | 22    | 1    |
| 2008/09 | Helmond Sport        | Holandia | Eerste divisie | 27    | 0    |
| 2009/10 | AGOVV Apeldoorn      | Holandia | Eerste divisie | 30    | 2    |
| 2010/11 | AGOVV Apeldoorn      | Holandia | Eerste divisie | 2     | 0    |
| 2010/11 | Cracovia             | Polska   | Ekstraklasa    | 19    | 0    |
| 2011/12 | Cracovia             | Polska   | Ekstraklasa    | 14    | 1    |
| 2012/13 | FC Presikhaaf Arnhem | Holandia | Eerste klasse  | -     | -    |
| Ogółem  | Ogółem               | Ogółem   | Ogółem         | 129   | 5    |

## Życie prywatne
Matka Suarta pochodzi z Curaçao, a ojciec jest Surinamczykiem.